# Independent Spirit Award/Bester internationaler Film

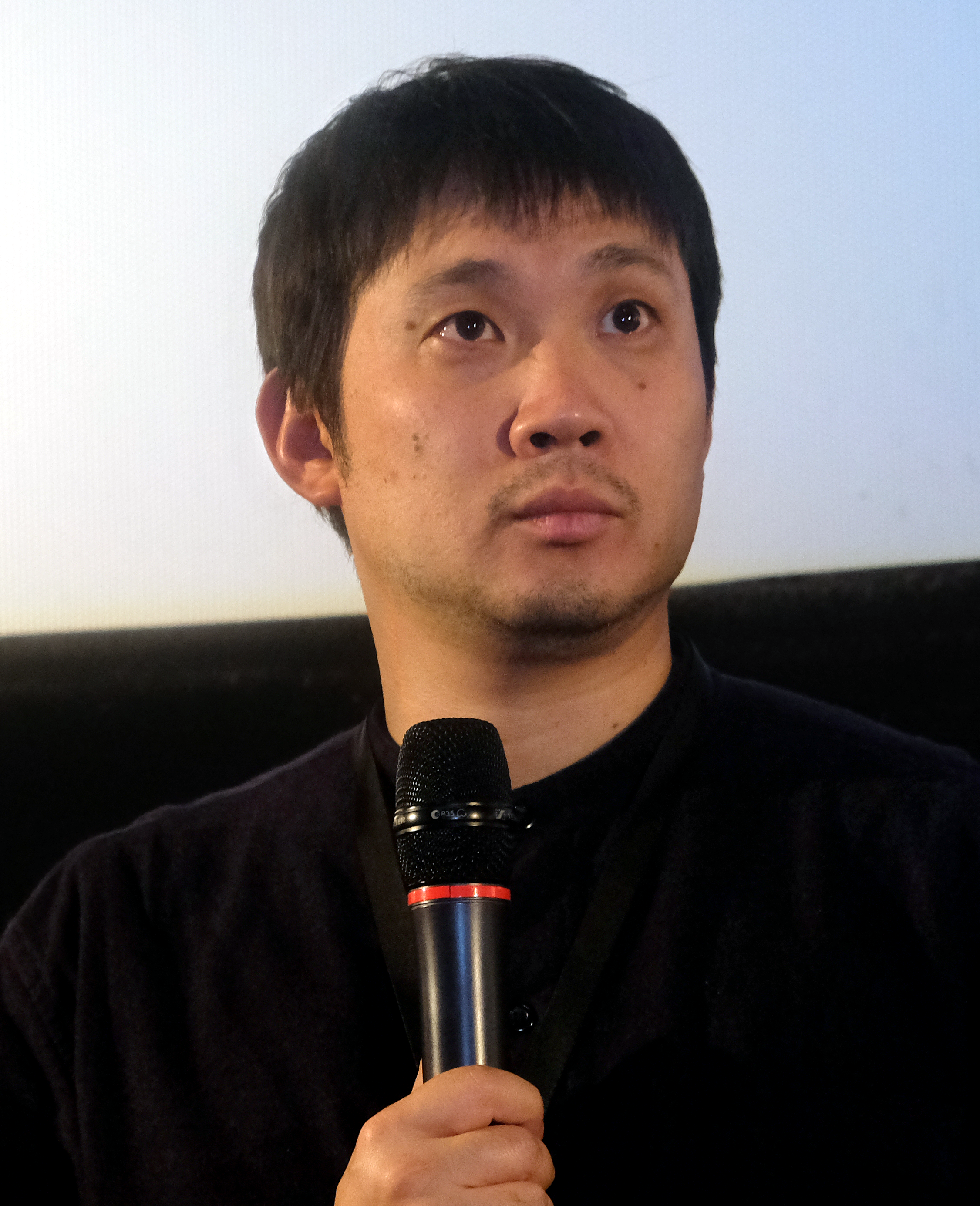
2022 erfolgreich: der später Oscar-prämierte japanische Film Drive My Car von Ryūsuke Hamaguchi

Mit dem Independent Spirit Award in der Kategorie Bester internationaler Film (Best International Film) ehrt die Organisation Film Independent die aus ihrer Sicht beste nicht-amerikanische Kinoproduktion des vergangenen Jahres. Die Kategorie war bei den ersten beiden Verleihungen des Filmpreises in den Jahren 1986 und 1987 als eine Art Sonderpreis (Special Distinction – Best Foreign Film, dt.: Besondere Auszeichnung – Bester ausländischer Film) ausgelobt. 1988 wurde die Auszeichnung für den besten ausländischen Film als reguläre Preiskategorie (Best Foreign Film) aufgenommen. 2012 änderte die Kategorie ihren Namen in Best International Film.
Als „internationaler Film“ gilt jedes erzählende filmische Werk („narrative film“), das außerhalb der Vereinigten Staaten produziert wurde, weshalb auch englischsprachige Filmproduktionen aus dem Ausland wie dem Vereinigten Königreich in der Vergangenheit Berücksichtigung fanden (eine Nominierung für nicht US-amerikanische Filmproduktionen kann daneben nur in der Kategorie Beste Dokumentarfilm erfolgen).
In den Jahren 2005, 2007, 2012, 2013, 2015, 2016, 2018, 2019, 2020 und 2022 stimmte der preisgekrönte Film mit dem Oscar-Gewinner in der Kategorie Bester fremdsprachiger Film überein, 2011 und 2020 wurde der spätere Oscar-Preisträger in der Kategorie Bester Film ausgezeichnet.
Ein Regisseur aus dem deutschsprachigen Kino war erstmals 1989 erfolgreich, als Der Himmel über Berlin des Deutschen Wim Wenders prämiert wurde. Ihm folgten 2000 Tom Tykwer für Lola rennt, 2007 Florian Henckel von Donnersmarck für Das Leben der Anderen und 2017 Maren Ade für Toni Erdmann. 2013 gewann der Österreicher Michael Haneke die Auszeichnung mit dem  französischsprachigen Film Liebe.

## 1980er-Jahre
1986
Kuß der Spinnenfrau (Kiss of the Spider Woman) – Regie: Héctor Babenco
- The Hit – Regie: Stephen Frears
- Ran (乱) – Regie: Akira Kurosawa
- Das wahre Leben der Alice im Wonderland (Dreamchild) – Regie: Gavin Millar

1987
Zimmer mit Aussicht (A Room with a View) – Regie: James Ivory
- 28 Up – Regie: Michael Apted
- Männer – Regie: Doris Dörrie
- Mein wunderbarer Waschsalon (My Beautiful Laundrette) – Regie: Stephen Frears
- Mona Lisa – Regie: Neil Jordan

1988
Mein Leben als Hund (Mitt liv som hund) – Regie: Lasse Hallström
- Auf Wiedersehen, Kinder (Au revoir les enfants) – Regie: Louis Malle
- Hope and Glory – Regie: John Boorman
- Das stürmische Leben des Joe Orton (Prick Up Your Ears) – Regie: Stephen Frears
- Tampopo (タンポポ) – Regie: Jūzō Itami

1989
Der Himmel über Berlin – Regie: Wim Wenders
- Aufstand in Kenia (The Kitchen Toto) – Regie: Harry Hook
- Out of Rosenheim (Bagdad Cafe) – Regie: Percy Adlon
- Yeelen – Regie: Souleymane Cissé
- Zwei Welten (A World Apart) – Regie: Chris Menges

## 1990er-Jahre
1990
Mein linker Fuß (My Left Foot: The Story of Christy Brown) – Regie: Jim Sheridan
- Entfernte Stimmen – Stilleben (Distant Voices, Still Lives) – Regie: Terence Davies
- Hanussen (Profeta) – Regie: István Szabó
- Hohe Erwartungen (High Hopes) – Mike Leigh
- Yan zhi kou (胭脂扣) – Regie: Stanley Kwan

1991
Sweetie – Regie: Jane Campion
- Halte still – stirb – erwache (Замри — умри — воскресни!, Zamri – Oumri – Voskrensni) – Regie: Witali Kanewski
- Der Koch, der Dieb, seine Frau und ihr Liebhaber (The Cook, the Thief, His Wife & Her Lover) – Regie: Peter Greenaway
- Schwarzer Regen (黒い雨, Kuroi ame) – Regie: Shōhei Imamura
- Eine Stadt der Traurigkeit (悲情城市, Pinyin bēiqíng chéngshì) – Regie: Hou Hsiao-Hsien

1992
Ein Engel an meiner Tafel (An Angel at my Table) – Regie: Jane Campion
- Life is Sweet (Life Is Sweet) – Regie: Mike Leigh
- Requiem für Dominic – Regie: Robert Dornhelm
- Taxi Blues (Такси-блюз, Taksi-bljus) – Regie: Pawel Lungin
- Die zwei Leben der Veronika (La Double Vie de Véronique) – Regie: Krzysztof Kieślowski

1993
The Crying Game – Regie: Neil Jordan
- Danzón – Regie: María Novaro
- Rote Laterne (大紅燈籠高高掛 / 大红灯笼高高挂, Pinyin Dà hóng dēnglóng gāogāo guà) – Regie: Zhang Yimou
- Urga (Урга — территория любви) – Regie: Nikita Michalkow
- Wiedersehen in Howards End (Howards End) – Regie: James Ivory

1994
Das Piano (The Piano) – Regie: Jane Campion
- Bittersüße Schokolade (Como agua para chocolate) – Regie: Alfonso Arau
- Die Geschichte der Qiu Ju (秋菊打官司, Qiū Jú dǎ guānsi) – Regie: Zhang Yimou
- Nackt (Naked) – Regie: Mike Leigh
- Orlando – Regie: Sally Potter

1995
Drei Farben: Rot (Trois couleurs: Rouge) – Regie: Krzysztof Kieślowski
- 32 Variationen über Glenn Gould (32 Short Films About Glenn Gould) – Regie: François Girard
- Der blaue Drachen (蓝风筝. Lán fēngzheng) – Regie: Tian Zhuangzhuang
- Ladybird, Ladybird (Ladybird Ladybird) – Regie: Ken Loach
- Die Opfer von St. Vincent (The Boys of St. Vincent) – Regie: John N. Smith

1996
Vor dem Regen (Pred doždot) – Regie: Milčo Mančevski
- Exotica – Regie: Atom Egoyan
- Ich bin Kuba (Soy Cuba) – Regie: Michail Kalatosow
- Quer durch den Olivenhain (زیر درختان زیتون, Zire darakhatan zeyton) – Regie: Abbas Kiarostami
- Die Stadt der verlorenen Kinder (La cité des enfants perdus) – Regie: Jean-Pierre Jeunet und Marc Caro

1997
Lügen und Geheimnisse (Secrets & Lies) – Regie: Mike Leigh
- Breaking the Waves – Regie: Lars von Trier
- Chungking Express (重慶森林, Chóngqìng sēnlín) – Regie: Wong Kar-Wai
- Lamerica – Regie: Gianni Amelio
- Trainspotting – Neue Helden (Trainspotting) – Regie: Danny Boyle

1998
Das süße Jenseits (The Sweet Hereafter) – Regie: Atom Egoyan
- Boca A Boca – Regie: Manuel Gómez Pereira
- Happy Together – Regie: Wong Kar-Wai
- Nénette und Boni (Nénette et Boni) – Regie: Claire Denis
- Underground (Подземље, Podzemlje) – Regie: Emir Kusturica

1999
Das Fest (Festen) – Regie: Thomas Vinterberg
- Der Aal (うなぎ, Unagi) – Regie: Shōhei Imamura
- Central Station (Central do Brasil) – Regie: Walter Salles
- Der General (The General) – Regie: John Boorman
- Hana-Bi (はなび) – Regie: Takeshi Kitano

## 2000er-Jahre
2000
Lola rennt – Regie: Tom Tykwer
- Alles über meine Mutter (Todo sobre mi madre) – Regie: Pedro Almodóvar
- My Son the Fanatic – Regie: Udayan Prasad
- Rosetta – Regie: Jean-Pierre und Luc Dardenne
- Topsy-Turvy – Auf den Kopf gestellt (Topsy-Turvy) – Regie: Mike Leigh

2001
Dancer in the Dark – Regie: Lars von Trier
- In the Mood for Love – Regie: Wong Kar-Wai
- Malli (மல்லி) – Regie: Santosh Sivan
- The War Zone – Regie: Tim Roth
- Zeit der trunkenen Pferde (زمانی برای مستی اسب‌ها, Zamānī barāye mastī asbhā) – Regie: Bahman Ghobadi

2002
Die fabelhafte Welt der Amélie (Le fabuleux destin d’Amélie Poulain) – Regie: Jean-Pierre Jeunet
- Amores Perros (Amores perros) – Regie: Alejandro González Iñárritu
- Lumumba – Regie: Raoul Peck
- Sexy Beast – Regie: Jonathan Glazer
- Zusammen! (Tillsammans!) – Regie: Lukas Moodysson

2003
Y tu mamá también – Lust for Life (Y tu mamá también) – Regie: Alfonso Cuarón
- Atanarjuat – Die Legende vom schnellen Läufer (Atanarjuat – The Fast Runner) – Regie: Zacharias Kunuk
- Auszeit (L’emploi du temps) – Regie: Laurent Cantet
- Bloody Sunday – Regie: Paul Greengrass
-  Die Klavierspielerin (La Pianiste) – Regie: Michael Haneke

2004
Whale Rider, Neuseeland – Regie: Niki Caro
- City of God (Cidade de Deus), Brasilien – Regie: Fernando Meirelles
- Das große Rennen von Belleville (Les Triplettes de Belleville), Frankreich/Kanada/Belgien – Regie: Sylvain Chomet
- Lilja 4-ever, Schweden – Regie: Lukas Moodysson
- Die unbarmherzigen Schwestern (The Magdalene Sisters), England/Irland – Regie: Peter Mullan

2005
Das Meer in mir (Mar adentro), Spanien – Regie: Alejandro Amenábar
- Eine Frau namens Yesterday (Yesterday), Südafrika – Regie: Darrell Roodt
- La mala educación – Schlechte Erziehung (La mala educación), Spanien – Regie: Pedro Almodóvar
- Nächtliche Irrfahrt (Feux rouges), Frankreich – Regie: Cédric Kahn
- Oasis (오아시스), Südkorea – Regie: Lee Chang-dong

2006
Paradise Now, Palästinensische Autonomiegebiete/Niederlande/Deutschland/Frankreich – Regie: Hany Abu-Assad
- Gegen die Wand, Deutschland/Türkei – Regie: Fatih Akin
- Mexican Kids – Temporada de patos (Temporada de patos), Mexiko – Regie: Fernando Eimbcke
- Der Tod des Herrn Lazarescu (Moartea domnului Lăzărescu), Rumänien – Regie: Cristi Puiu
- Tony Takitani (トニー滝谷, Tonii Takitani), Japan – Regie: Jun Ichikawa

2007
Das Leben der Anderen, Deutschland – Regie: Florian Henckel von Donnersmarck
- 12:08 Jenseits von Bukarest (A fost sau n-a fost?), Rumänien – Regie: Corneliu Porumboiu
- Ang Pagdadalaga ni Maximo Oliveros, Philippinen – Regie: Auraeus Solito
- Buenos Aires 1977 (Crónica de una fuga), Argentinien – Regie: Adrián Caetano
- Tage des Ruhms (Indigènes), Frankreich/Marokko/Algerien/Belgien – Regie: Rachid Bouchareb

2008
Once, Irland – Regie: John Carney
- 4 Monate, 3 Wochen und 2 Tage (4 luni, 3 săptămâni și 2 zile), Rumänien – Regie: Cristian Mungiu
- Die Band von nebenan (ביקור התזמורת, Bikur ha-tizmoret / اللقاء الأخير), Israel – Regie: Eran Kolirin
- Lady Chatterley, Frankreich – Regie: Pascale Ferran
- Persepolis, Frankreich – Regie: Vincent Paronnaud und Marjane Satrapi

2009
Die Klasse (Entre les murs), Frankreich – Regie: Laurent Cantet
- Couscous mit Fisch (La graine et le mulet), Frankreich – Regie: Abdellatif Kechiche
- Gomorrha – Reise in das Reich der Camorra (Gomorra), Italien – Regie: Matteo Garrone
- Hunger, Vereinigtes Königreich/Irland – Regie: Steve McQueen
- Stellet Licht, Mexiko/Frankreich/Niederlande/Deutschland – Regie: Carlos Reygadas

## 2010er-Jahre
2010
An Education, Vereinigtes Königreich/Frankreich – Regie: Lone Scherfig
- Die ewigen Momente der Maria Larsson (Maria Larssons eviga ögonblick), Schweden – Regie: Jan Troell
- Mother (마더, Madeo), Südkorea – Regie: Bong Joon-ho
- La Nana – Die Perle (La nana), Chile – Regie: Sebastián Silva
- Ein Prophet (Un prophète), Frankreich – Regie: Jacques Audiard

2011
The King’s Speech, Vereinigtes Königreich – Regie: Tom Hooper
- Kisses, Irland – Regie: Lance Daly
- Mademoiselle Chambon, Frankreich – Regie: Stéphane Brizé
- Uncle Boonmee erinnert sich an seine früheren Leben (ลุงบุญมีระลึกชาติ, Lung Boonmee raluek chat), Thailand – Regie: Apichatpong Weerasethakul
- Von Menschen und Göttern (Des hommes et des dieuxa), Frankreich – Regie: Xavier Beauvois

2012
Nader und Simin – Eine Trennung (جدایی نادر از سیمین, Dschodai-ye Nader az Simin), Iran – Regie: Asghar Farhadi
- Der Junge mit dem Fahrrad (Le gamin au vélo), Belgien/Frankreich/Italien – Regie: Jean-Pierre und Luc Dardenne
- Melancholia, Dänemark/Schweden/Frankreich/Deutschland – Regie: Lars von Trier
- Shame, Vereinigtes Königreich – Regie: Steve McQueen
- Tyrannosaur – Eine Liebesgeschichte (Tyrannosaur), Vereinigtes Königreich – Regie: Paddy Considine

2013
Liebe (Amour), Frankreich – Regie: Michael Haneke
- Der Geschmack von Rost und Knochen (De rouille et d’os), Frankreich/Belgien – Regie: Jacques Audiard
- Once Upon a Time in Anatolia (Bir Zamanlar Anadolu’da), Türkei – Regie: Nuri Bilge Ceylan
- Die Rebellin (Rebelle), Kanada – Regie: Kim Nguyen
- Winterdieb (L’enfant d’en haut), Schweiz – Regie: Ursula Meier

2014
Blau ist eine warme Farbe (La vie d’Adèle), Frankreich – Regie: Abdellatif Kechiche
- Gloria, Chile – Regie: Sebastián Lelio
- La Grande Bellezza – Die große Schönheit (La grande bellezza), Italien – Regie: Paolo Sorrentino
- Die Jagd (Jagten), Dänemark – Regie: Thomas Vinterberg
- A Touch of Sin (天註定 Tian zhu ding), Volksrepublik China – Regie: Jia Zhangke

2015
Ida, Polen – Regie: Paweł Pawlikowski
- Höhere Gewalt (Turist), Schweden – Regie: Ruben Östlund
- Leviathan (Левиафан, Lewiafan), Russland – Regie: Andrei Swjaginzew
- Mommy, Kanada – Regie: Xavier Dolan
- Norte, The End of History (Norte, Hangganan ng Kasaysayan), Philippinen – Regie: Lav Diaz
- Under the Skin, Vereinigtes Königreich – Regie: Jonathan Glazer

2016
Son of Saul (Saul fia), Ungarn – Regie: László Nemes
- Mädchenbande (Bande de filles), Frankreich – Regie: Céline Sciamma
- Mustang, Frankreich/Türkei – Regie: Deniz Gamze Ergüven
- Der Schamane und die Schlange – Eine Reise auf dem Amazonas (El abrazo de la serpiente), Kolumbien – Regie: Ciro Guerra
- Eine Taube sitzt auf einem Zweig und denkt über das Leben nach (En duva satt på en gren och funderade på tillvaron) – Regie: Roy Andersson

2017
Toni Erdmann, Deutschland/Rumänien – Regie: Maren Ade
- Aquarius, Brasilien – Regie: Kleber Mendonça Filho
- Chevalier, Griechenland – Regie: Athina Rachel Tsangari
- Meine goldenen Tage (Trois souvenirs de ma jeunesse), Frankreich – Regie: Arnaud Desplechin
- Under the Shadow, Vereinigtes Königreich/Jordanien/Katar – Regie: Babak Anvari

2018
Eine fantastische Frau (Una mujer fantástica), Chile – Regie: Sebastián Lelio
- 120 BPM (120 battements par minute), Frankreich – Regie: Robin Campillo
- I Am Not a Witch, Sambia – Regie: Rungano Nyoni
- Lady Macbeth, Vereinigtes Königreich – Regie: William Oldroyd
- Loveless (Нелюбовь), Russland – Regie: Andrei Swjaginzew

2019
Roma, Mexiko – Regie: Alfonso Cuarón
- Burning, Südkorea – Regie: Lee Chang-dong
- The Favourite – Intrigen und Irrsinn (The Favourite), Vereinigtes Königreich – Regie: Giorgos Lanthimos
- Glücklich wie Lazzaro (Happy As Lazzaro), Italien – Regie: Alice Rohrwacher
- Shoplifters – Familienbande (万引き家族 Manbiki kazoku), Japan – Regie: Hirokazu Koreeda

## 2020er-Jahre
2020
Parasite (기생충, Gisaengchung), Südkorea – Regie: Bong Joon-ho
- Porträt einer jungen Frau in Flammen (Portrait de la jeune fille en feu), Frankreich – Regie: Céline Sciamma
- Retablo, Peru – Regie: Álvaro Delgado-Aparicio
- Die Sehnsucht der Schwestern Gusmão (A Vida Invisível De Eurídice Gusmão), Brasilien – Regie: Karim Aïnouz
- The Souvenir, Vereinigtes Königreich – Regie: Joanna Hogg
- Die Wütenden – Les Misérables (Les Misérables), Frankreich – Regie: Ladj Ly

2021
Quo Vadis, Aida?, Bosnien und Herzegowina – Regie: Jasmila Žbanić
- Bacurau, Brasilien – Regie: Juliano Dornelles, Kleber Mendonça Filho
- The Disciple, Indien – Regie: Chaitanya Tamahane
- Night of the Kings (La Nuit des rois), Elfenbeinküste – Regie: Philippe Lacôte
- Márta sucht János (Felkészülés meghatározatlan ideig tartó együttlétre), Ungarn – Regie: Lili Horvát

2022
Drive My Car (ドライブ・マイ・カー / Doraibu mai kā), Japan – Ryūsuke Hamaguchi
- Abteil Nr. 6 (Compartment No. 6), Finnland/Russland – Regie: Juho Kuosmanen
- Feuernacht (Noche de fuego), Mexiko – Regie: Tatiana Huezo
- Parallele Mütter (Madres paralelas), Spanien – Regie: Pedro Almodóvar
- Pebbles (கூழாங்கல் / Koozhangal), Indien – Regie: P. S. Vinothraj
- Petite Maman – Als wir Kinder waren (Petite Maman), Frankreich – Regie: Céline Sciamma

2023
Joyland, Pakistan – Regie: Saim Sadiq
- Corsage, Österreich/Luxemburg/Frankreich/Belgien/Italien/England – Regie: Marie Kreutzer
- Leonor Will Never Die, Philippinen – Regie: Martika Ramirez Escobar
- Return to Seoul, Südkorea/Frankreich/Belgien/Rumänien – Regie: Davy Chou
- Saint Omer, Frankreich – Regie: Alice Diop

2024
Anatomie eines Falls (Anatomie d’une chute), Frankreich – Regie: Justine Triet
- Godland, Dänemark/Island – Regie: Hlynur Pálmason
- Mami Wata, Nigeria – Regie: C.J. „Fiery“ Obasi
- Tótem, Mexiko – Regie: Lila Avilés
- The Zone of Interest, USA/Vereinigtes Königreich/Polen – Regie: Jonathan Glazer

2025
Flow, Lettland/Frankreich/Belgien – Regie: Gints Zilbalodis
- All We Imagine as Light, Frankreich/Indien/Niederlande/Luxemburg – Regie: Payal Kapadia
- Black Dog – Weggefährten (Black Dog), China – Regie: Guan Hu
- Green Border, Polen/Frankreich/Tschechien/Belgien – Regie: Agnieszka Holland
- Hard Truths, Vereinigtes Königreich – Regie: Mike Leigh